# Baroque pop
Baroque pop, chamber pop lub baroque rock – gatunek muzyczny, który wykształcił się w latach 60. w Wielkiej Brytanii i Stanach Zjednoczonych. Łączy w sobie elementy popu, rocka oraz muzyki poważnej epoki baroku. Występuje w nim bogata orkiestracja.
Szczególną popularność gatunek zyskał pod koniec lat 60. Wtedy gatunek reprezentowały zespoły takie, jak: The Beach Boys (szczególnie Pet Sounds), The Beatles (era Sgt. Pepper’s Lonely Hearts Club Band), The Moody Blues, Love, The Kinks, Roy Wood, a nawet Bee Gees (Odessa). Z gatunkiem związany był producent Phil Spector. Do powrotnego zainteresowania gatunkiem doszło pod koniec lat 90. za sprawą zespołów: Belle and Sebastian, Regina Spektor i The Divine Comedy.

## Przedstawiciele gatunku
Na podstawie źródeł.

### Lata 60.
Nick Drake, Love, Scott Walker, The Beatles, The Byrds, The Kinks, The Rolling Stones.

### Lata 90. i 1. dekada XXI w.
Antony and the Johnsons, Arcade Fire, Belle and Sebastian, Bon Iver, Broken Social Scene, Fleet Foxes, Neutral Milk Hotel, Regina Spektor, The Decemberists, The Divine Comedy, Kalafina.